# Saint-Aubin-de-Locquenay
Pour les articles homonymes, voir Saint-Aubin.
Saint-Aubin-de-Locquenay est une commune française, située dans le département de la Sarthe en région Pays de la Loire, peuplée de 764 habitants.
La commune fait partie de la province historique du Maine.

## Géographie

### Localisation
Commune du nord-ouest de la Sarthe.
| Douillet            | Fresnay-sur-Sarthe       | Saint-Ouen-de-Mimbré, Saint-Germain-sur-Sarthe |
| Assé-le-Boisne      | Saint-Aubin-de-Locquenay | Jauzé                                          |
| Montreuil-le-Chétif | Ségrie                   | Moitron-sur-Sarthe                             |

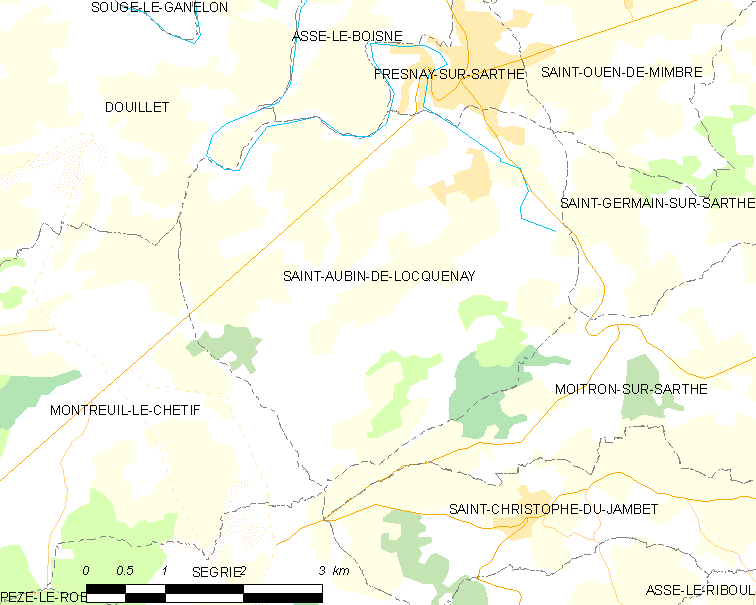
Carte de la commune.
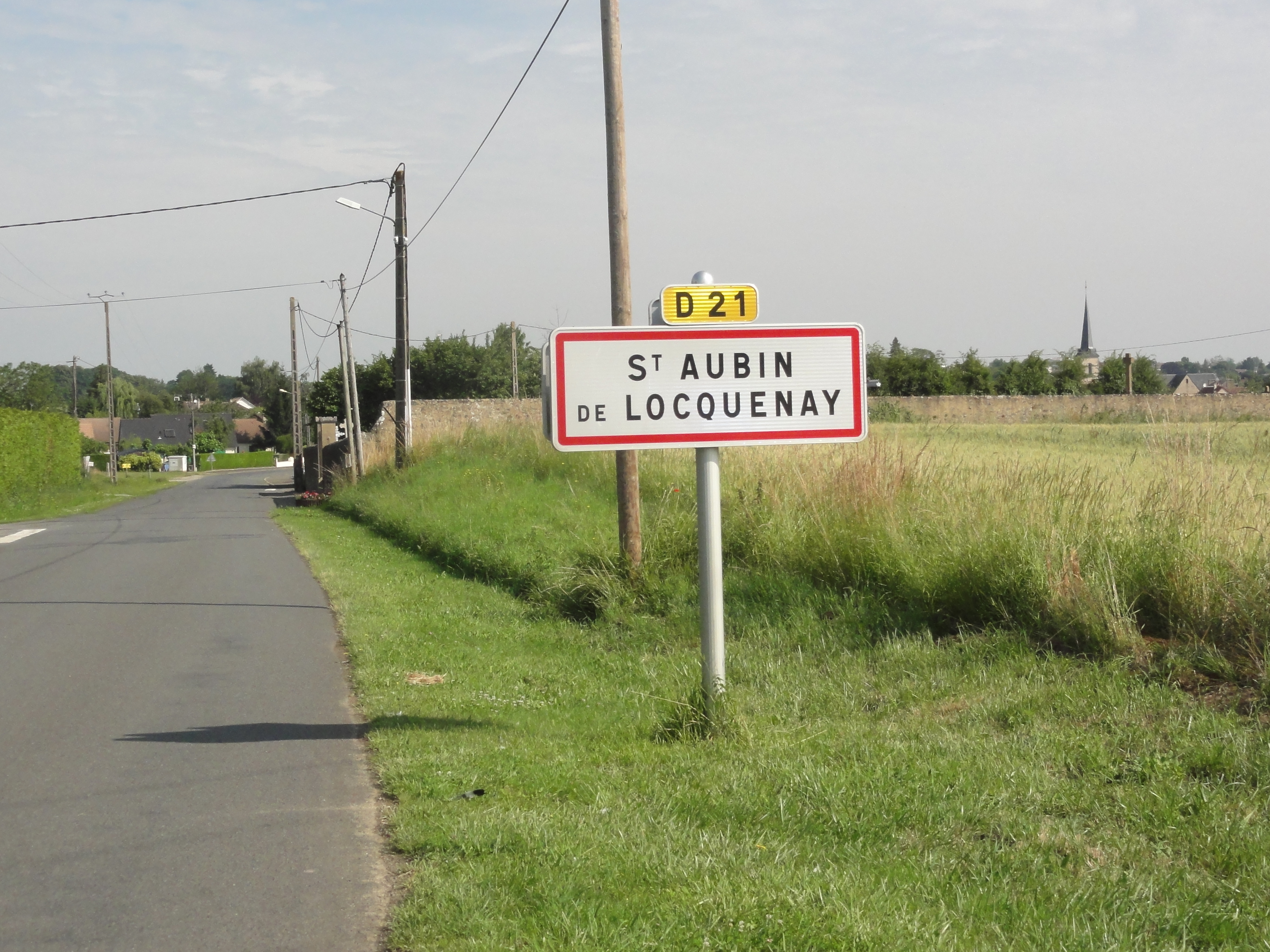
Entrée du bourg.
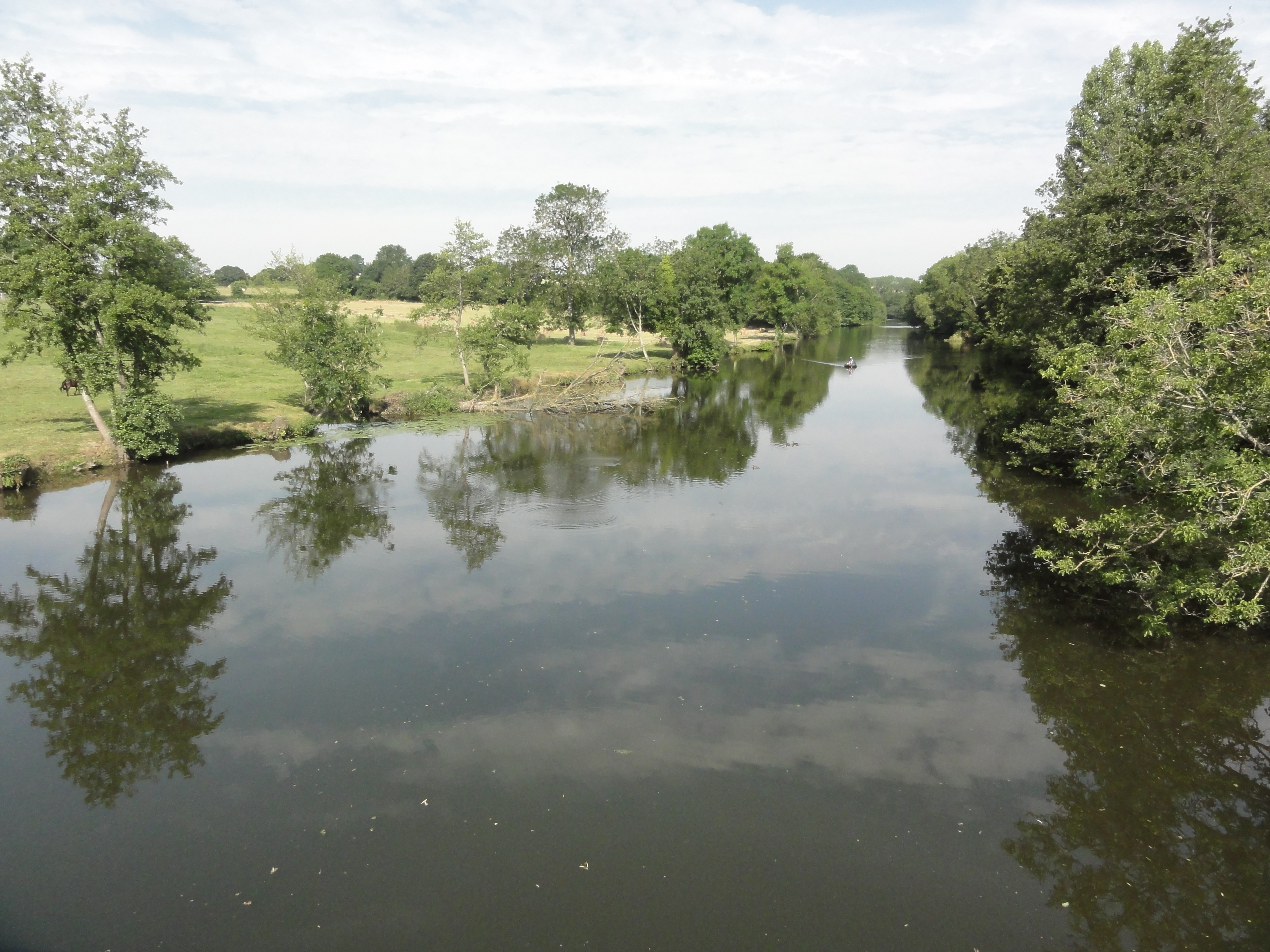
La Sarthe à Saint-Aubin-de-Locquenay.

### Voies de communication et transports

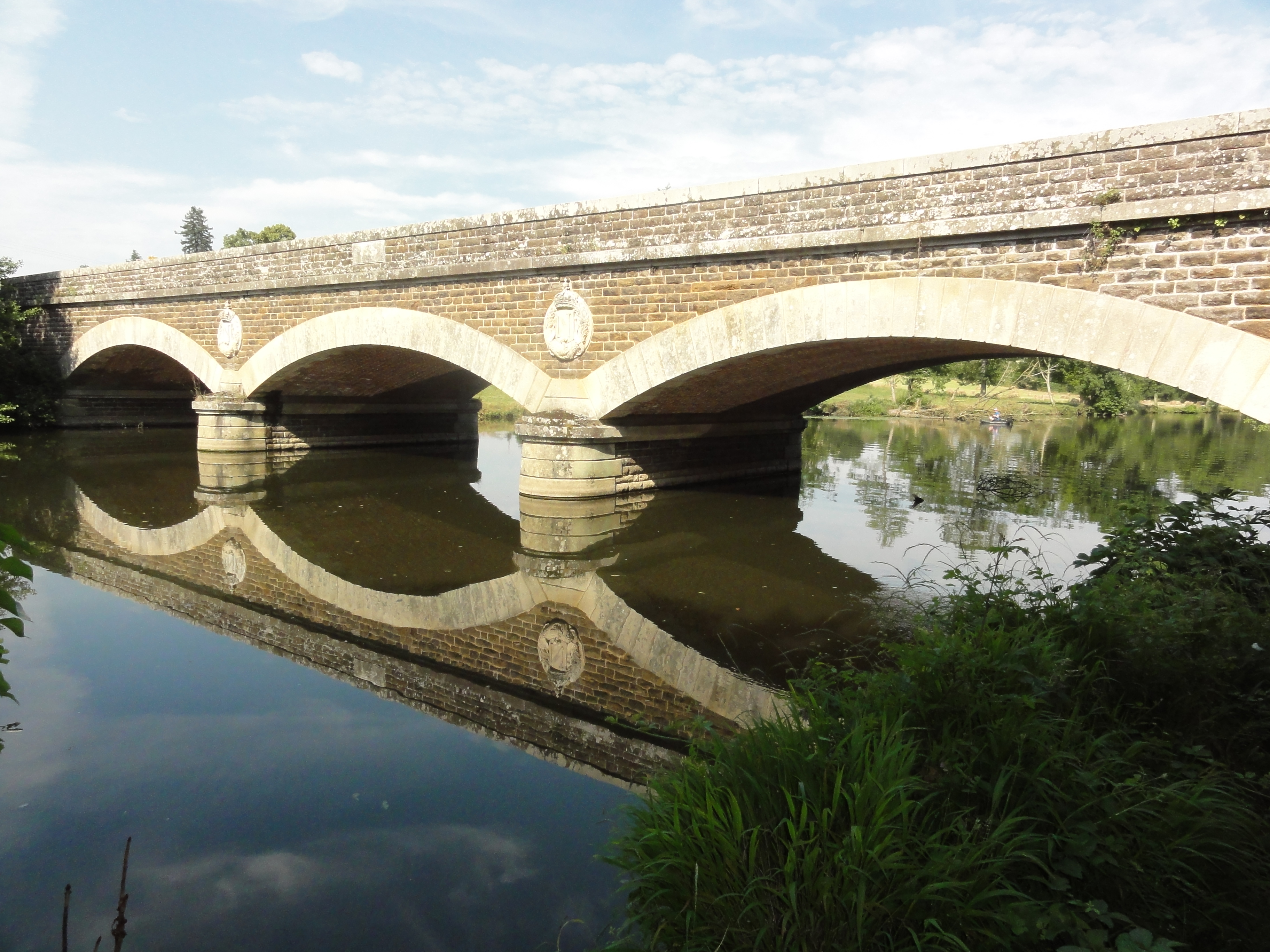
Pont sur la Sarthe.

### Climat
Pour des articles plus généraux, voir Climat des Pays de la Loire et Climat de la Sarthe.
En 2010, le climat de la commune est de type climat océanique dégradé des plaines du Centre et du Nord, selon une étude du CNRS s'appuyant sur une série de données couvrant la période 1971-2000. En 2020, Météo-France publie une typologie des climats de la France métropolitaine dans laquelle la commune est dans une zone de transition entre le climat océanique et le climat océanique altéré et est dans la région climatique  Moyenne vallée de la Loire, caractérisée par une bonne insolation (1 850 h/an) et un été peu pluvieux. 
Pour la période 1971-2000, la température annuelle moyenne est de 10,8 °C, avec une amplitude thermique annuelle de 14 °C. Le cumul annuel moyen de précipitations est de 702 mm, avec 12,1 jours de précipitations en janvier et 7 jours en juillet. Pour la période 1991-2020, la température moyenne annuelle observée sur la station météorologique de Météo-France la plus proche, « Saint Germain_sapc », sur la commune de Fresnay-sur-Sarthe à 1 km à vol d'oiseau, est de 11,9 °C et le cumul annuel moyen de précipitations est de 695,6 mm,. Pour l'avenir, les paramètres climatiques de la commune estimés pour 2050 selon différents scénarios d'émission de gaz à effet de serre sont consultables sur un site dédié publié par Météo-France en novembre 2022.

## Urbanisme

### Typologie
Au 1er janvier 2024, Saint-Aubin-de-Locquenay est catégorisée commune rurale à habitat dispersé, selon la nouvelle grille communale de densité à sept niveaux définie par l'Insee en 2022.
Elle appartient à l'unité urbaine de Fresnay-sur-Sarthe, une agglomération intra-départementale regroupant deux  communes, dont elle est une commune de la banlieue,,. La commune est en outre hors attraction des villes,.

### Occupation des sols
L'occupation des sols de la commune, telle qu'elle ressort de la base de données européenne d’occupation biophysique des sols Corine Land Cover (CLC), est marquée par l'importance des territoires agricoles (88,8 % en 2018), une proportion sensiblement équivalente à celle de 1990 (89,1 %). La répartition détaillée en 2018 est la suivante : 
prairies (48,2 %), terres arables (40,6 %), forêts (8,6 %), zones urbanisées (2,6 %). L'évolution de l’occupation des sols de la commune et de ses infrastructures peut être observée sur les différentes représentations cartographiques du territoire : la carte de Cassini (XVIIIe siècle), la carte d'état-major (1820-1866) et les cartes ou photos aériennes de l'IGN pour la période actuelle (1950 à aujourd'hui).

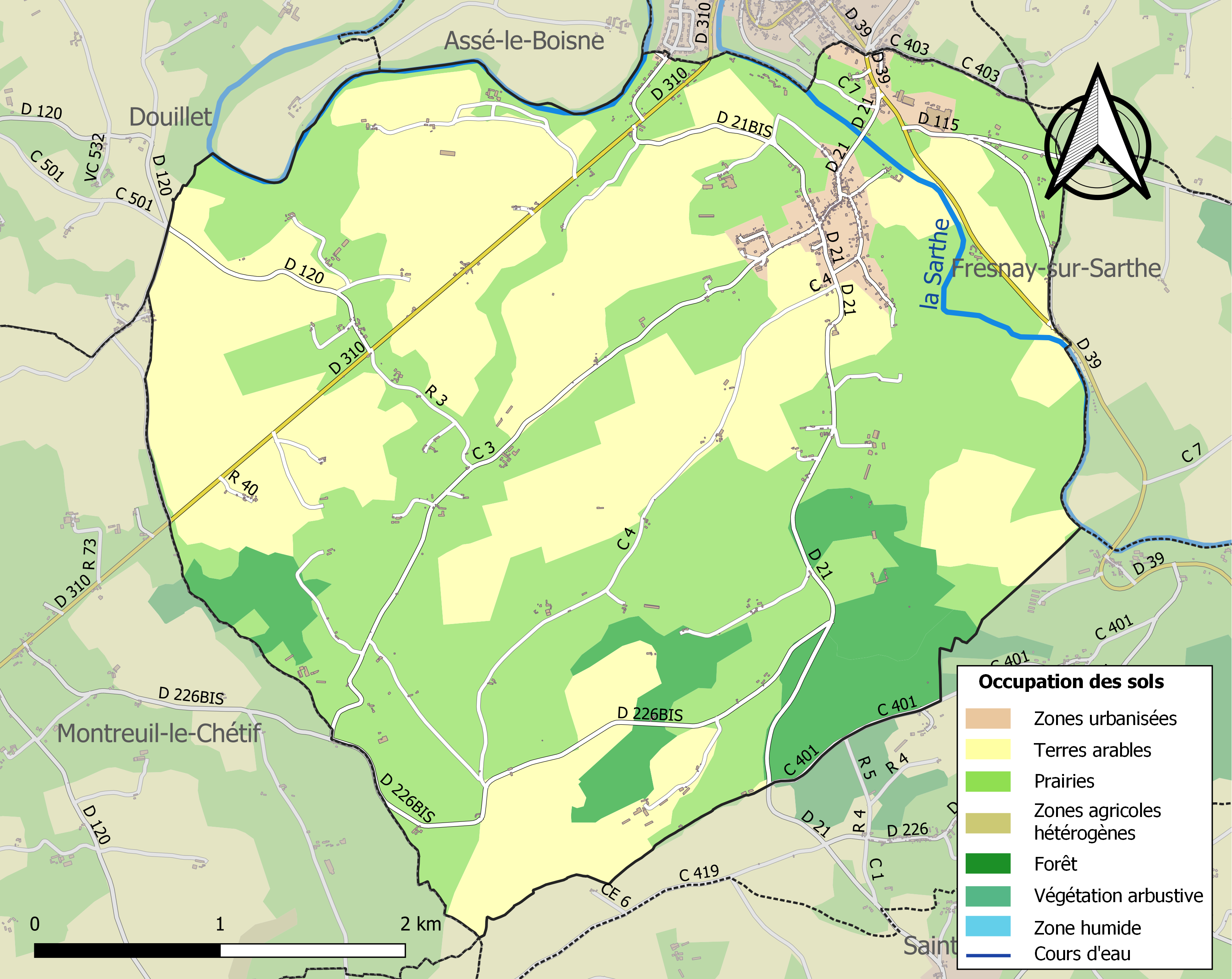
Carte des infrastructures et de l'occupation des sols de la commune en 2018 (CLC).

## Toponymie
Le gentilé est Saint-Aubinois.

## Politique et administration
| Période                                  | Période  | Identité                                              | Étiquette | Qualité                                                                     |
| ---------------------------------------- | -------- | ----------------------------------------------------- | --------- | --------------------------------------------------------------------------- |
| 1977                                     | 2014     | Henri-Jacques de Caumont La Force 14e duc de La Force | DVD       | Agriculteur, conseiller général du canton de Fresnay-sur-Sarthe (1982-1994) |
| 2014                                     | En cours | Frédéric Cosson                                       | SE        | Agriculteur                                                                 |
| Les données manquantes sont à compléter. |          |                                                       |           |                                                                             |

## Équipements et services publics

### Enseignement

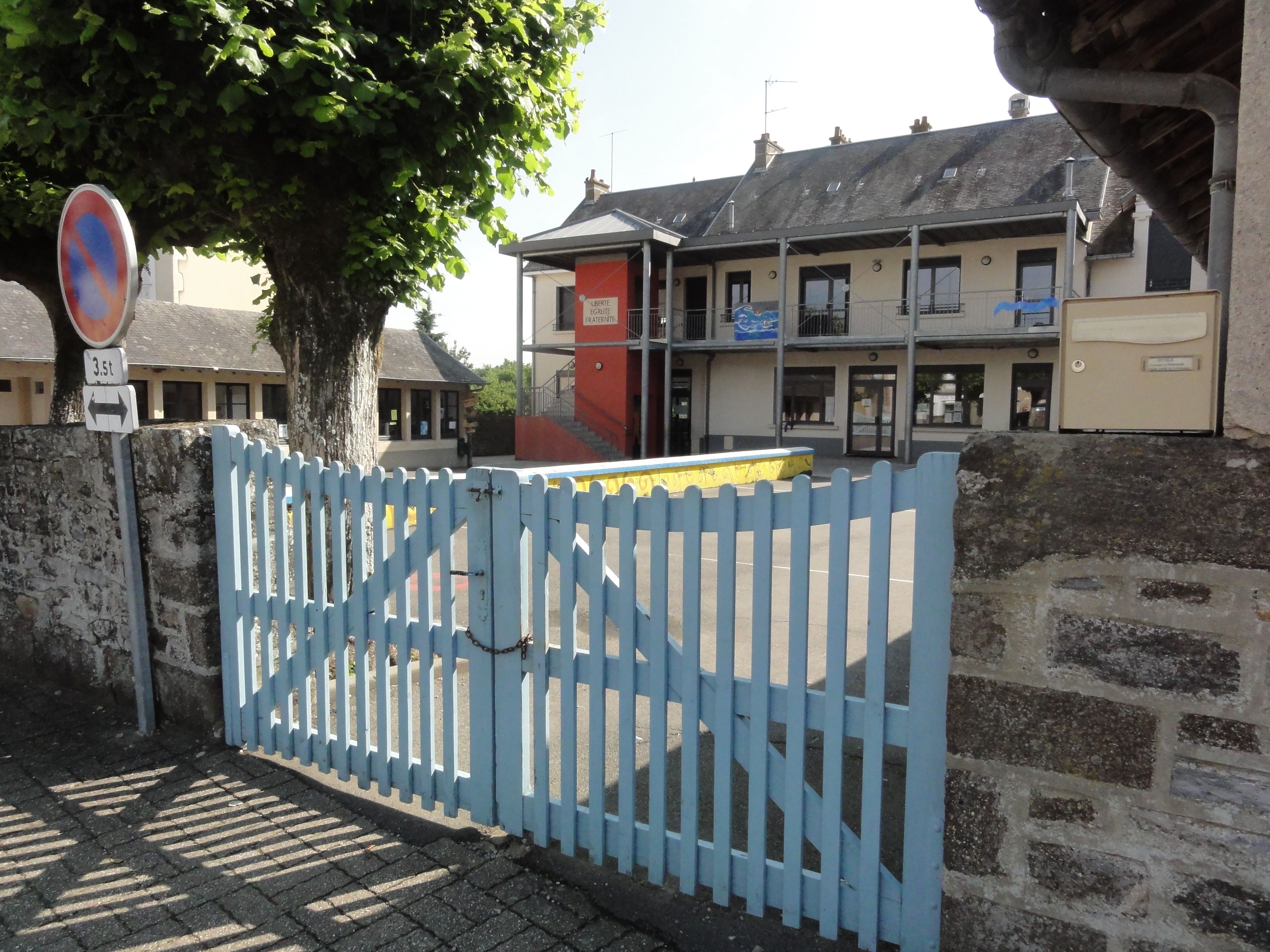
École primaire et maternelle

L'école de Saint-Aubin-de-Locquenay fonctionne en syndicat intercommunal à vocation scolaire (SIVOS) avec les communes de Montreuil-le-Chétif et Moitron-sur-Sarthe.

## Population et société

### Démographie
L'évolution du nombre d'habitants est connue à travers les recensements de la population effectués dans la commune depuis 1793. Pour les communes de moins de 10 000 habitants, une enquête de recensement portant sur toute la population est réalisée tous les cinq ans, les populations de référence des années intermédiaires étant quant à elles estimées par interpolation ou extrapolation. Pour la commune, le premier recensement exhaustif entrant dans le cadre du nouveau dispositif a été réalisé en 2004.
En 2022, la commune comptait 764 habitants, en évolution de +14,2 % par rapport à 2016 (Sarthe : −0,25 %, France hors Mayotte : +2,11 %).
| 1793  | 1800  | 1806  | 1821  | 1831  | 1836  | 1841  | 1846  | 1851  |
| ----- | ----- | ----- | ----- | ----- | ----- | ----- | ----- | ----- |
| 1 088 | 1 162 | 1 144 | 1 261 | 1 260 | 1 267 | 1 194 | 1 226 | 1 169 |

| 1856  | 1861  | 1866  | 1872  | 1876  | 1881 | 1886 | 1891 | 1896 |
| ----- | ----- | ----- | ----- | ----- | ---- | ---- | ---- | ---- |
| 1 148 | 1 134 | 1 098 | 1 054 | 1 052 | 905  | 884  | 862  | 801  |

| 1901 | 1906 | 1911 | 1921 | 1926 | 1931 | 1936 | 1946 | 1954 |
| ---- | ---- | ---- | ---- | ---- | ---- | ---- | ---- | ---- |
| 799  | 780  | 769  | 623  | 621  | 584  | 590  | 625  | 623  |

| 1962 | 1968 | 1975 | 1982 | 1990 | 1999 | 2004 | 2006 | 2009 |
| ---- | ---- | ---- | ---- | ---- | ---- | ---- | ---- | ---- |
| 647  | 631  | 654  | 662  | 651  | 660  | 677  | 677  | 702  |

| 2014 | 2019 | 2022 | - | - | - | - | - | - |
| ---- | ---- | ---- | - | - | - | - | - | - |
| 685  | 733  | 764  | - | - | - | - | - | - |

### Manifestations culturelles et festivités
Chaque année au mois d'août, la commune organise un bric-à-brac et une soirée normande.
En aout 2019, la commune organise un comice agricole.

## Culture locale et patrimoine

### Lieux et monuments

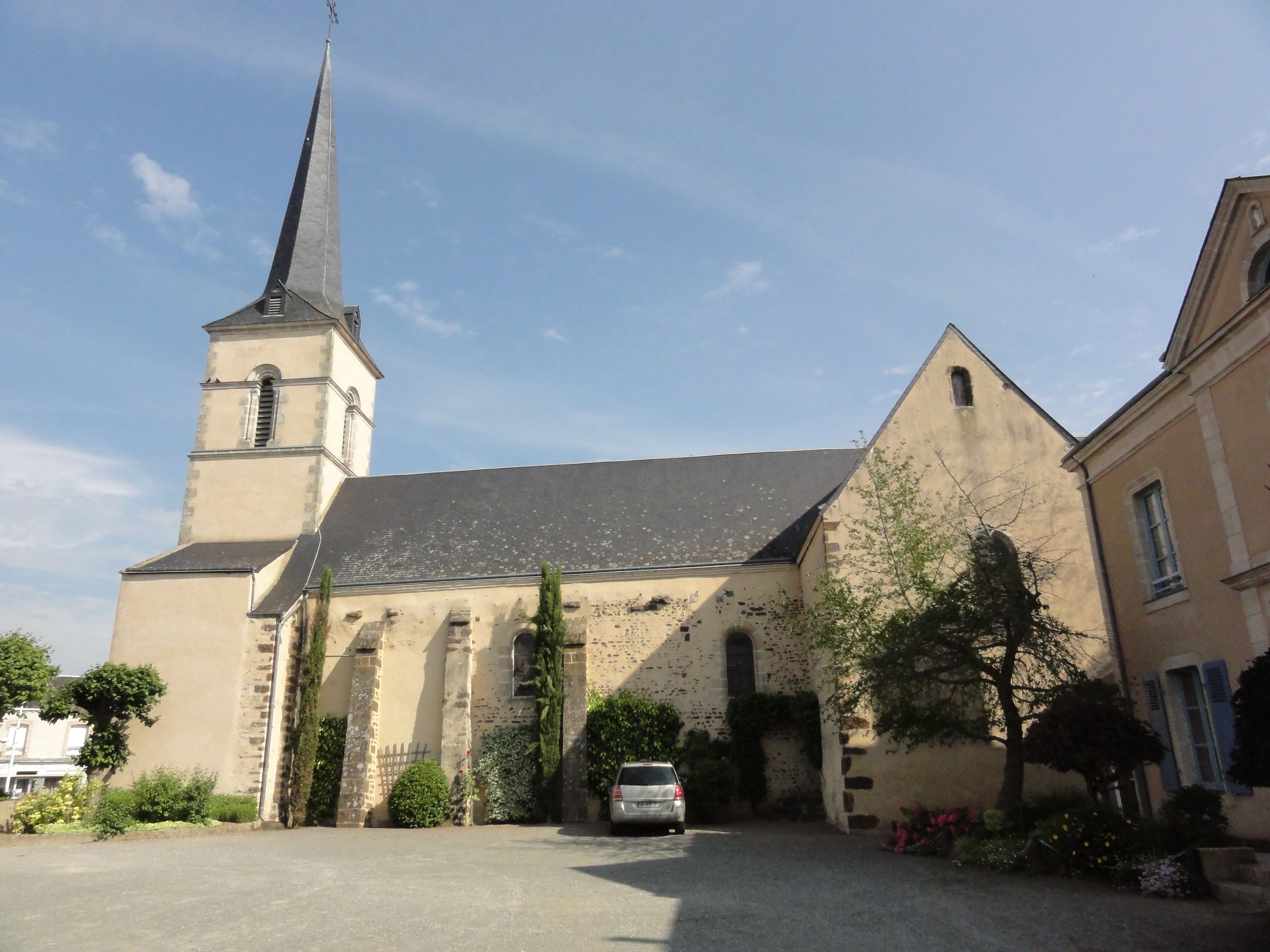
Église Saint-Aubin.

- Château de Perrochel, inscrit au titre des monuments historiques en 1974[20].
- Église dédiée à saint Aubin d'Angers, reconstruite entre 1849 et 1858 par la paroisse, la municipalité de l'époque et le comte de Perrochel. Elle est édifiée principalement en grès roussard, sur les bases d'un prieuré du IXe siècle.

### Personnalités liées à la commune
- Auguste-Armand de Caumont, 13e duc de La Force (1878-1961), historien, académicien.